# ENVI
ENVI — програмний продукт для візуалізації та обробки даних дистанційного зондування Землі (ДЗЗ). Він являє собою набір інструментів для проведення повного циклу обробки даних: від ортотрансформування і просторової прив'язки зображення до отримання необхідної інформації та її інтеграції з даними геоінформаційних систем (ГІС).
Рішення ENVI поєднують у собі технології спектральної обробки та аналізу зображень з інтуїтивно зрозумілим, зручним для користувача інтерфейсом, що допомагає отримати інформацію із зображень лідарів, радарів із синтетичною апертурою, а також мультиспектральних або гіперспектральних зображень.
Алгоритми ENVI були науково перевірені, прості у використанні та тісно інтегровані з платформою ArcGIS від Esri. ENVI можна налаштувати за допомогою мови IDL для задоволення конкретних вимог. Інтуїтивні інструменти та робочі процеси дозволяють реалізувати глибоке машинне навчання.